# Henri Matisse
Henri Matisse (n. 31 decembrie 1869, Cateau, Nord-Pas-de-Calais, Franța – d. 3 noiembrie 1954, Nisa, Franța), pictor francez, unul dintre cei mai străluciți reprezentanți ai artei secolului al XX-lea și totodată unul dintre principalii inițiatori ai artei moderne. Moștenitor al impresionismului și neoimpresionismului, Matisse dă impuls mișcării fauviste, dar este în același timp un pictor universal, la fel de dezinvolt în cultivarea artei africane, cât și în creația artiștilor renascentiști sau cu operele contemporanilor săi.

### Parnasul fauviștilor - Collioure

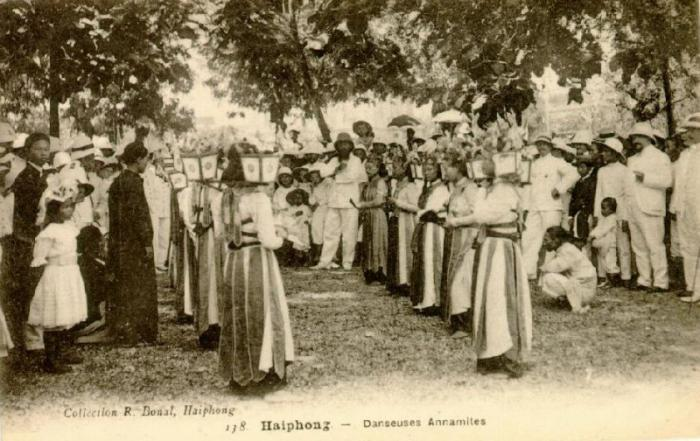
Henri Matisse - Dans II, 1909 - Muzeul Ermitage, Sanct Petersburg

## Galerie

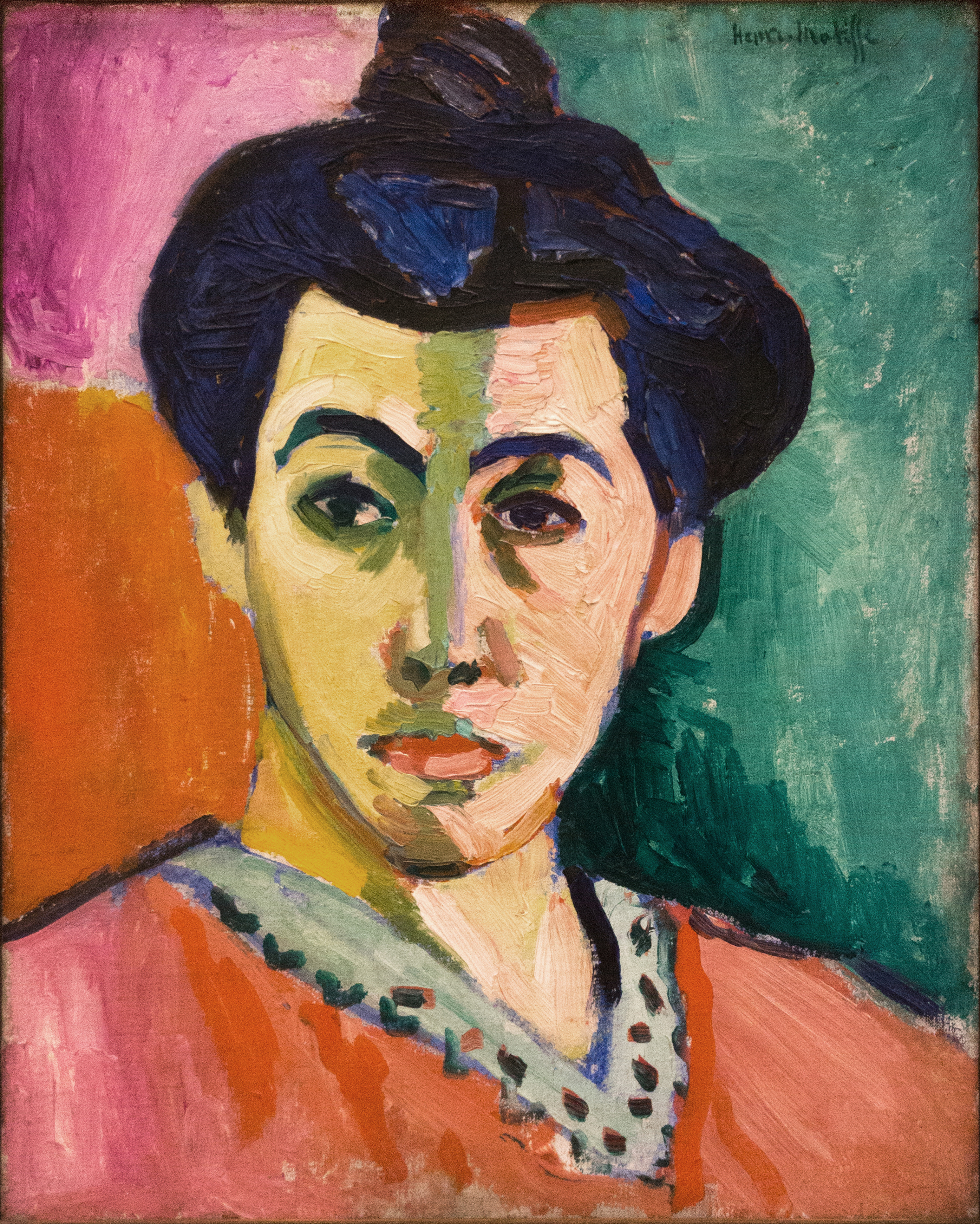
Portretul doamnei Matisse (1905)
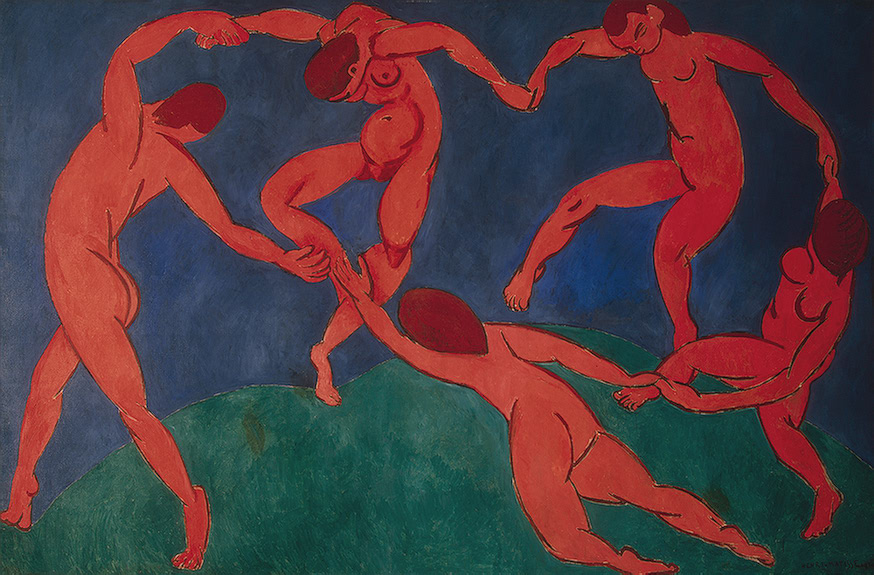
Dansul (1910)
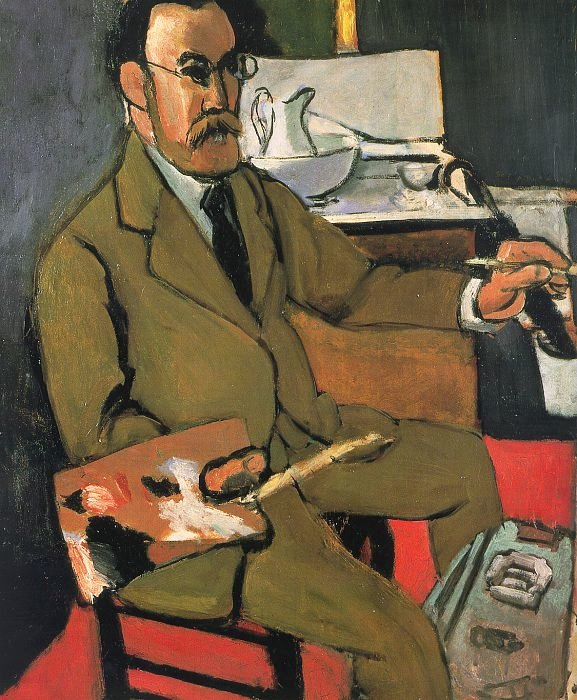
Autoportret (1918)
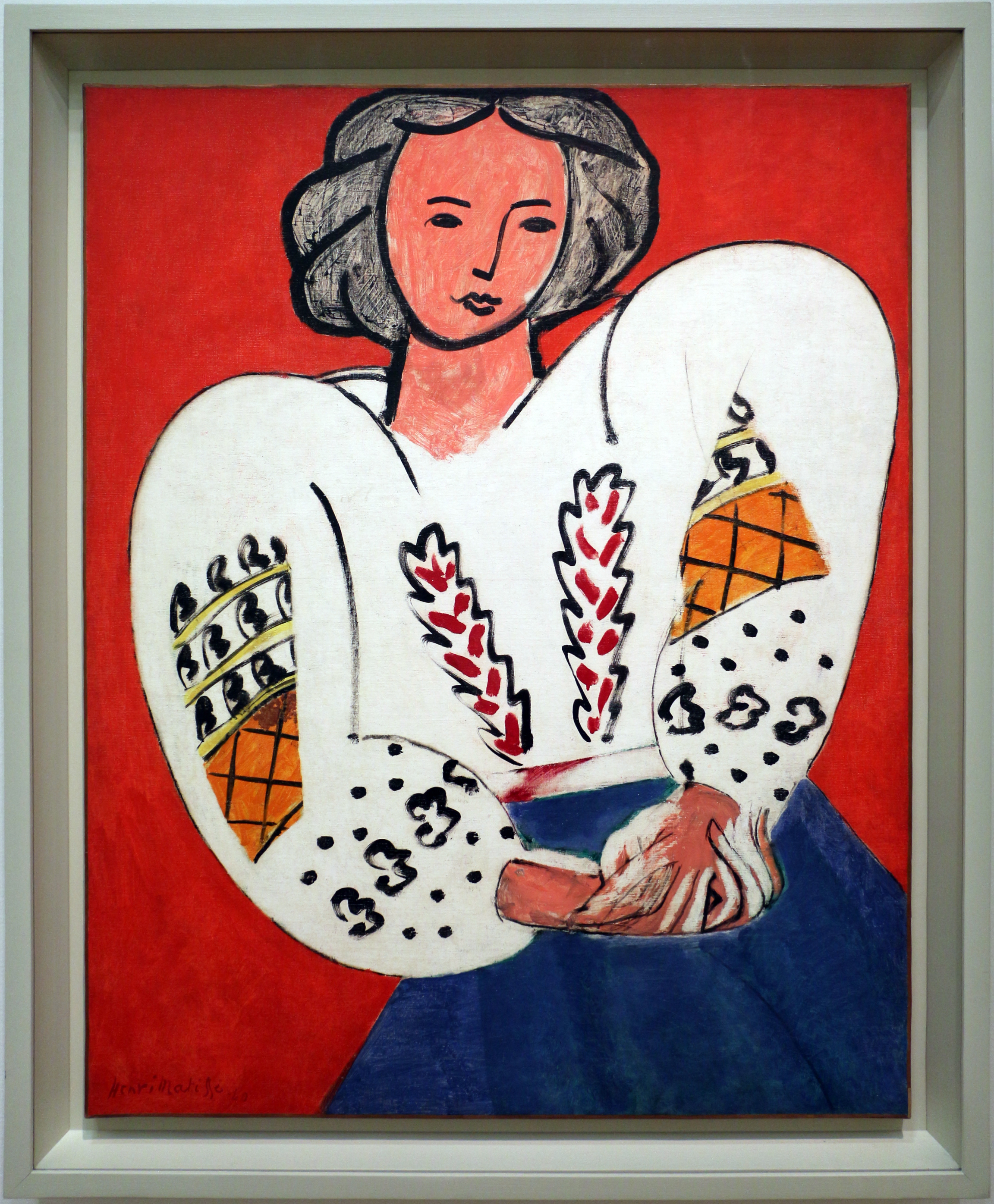
Bluza românească (1940)